# حبيب الأحمد
حبيب آل أحمد لاعب كرة قدم سعودي و يلعب في الوسط في نادي الصفا.
لعب سابقاً في أندية القادسية و الخليج و النهضة و الصفا و الفيحاء و الجبلين والمزاحمية و النجوم و رأس تنورة.